# Françoise Thébaud
Pour les articles homonymes, voir Thébaud.
Françoise Thébaud (née en 1952) est une historienne française, professeure émérite d'histoire et spécialiste de l'histoire des femmes.

## Biographie
Reçue première à l'agrégation d'histoire (1975), ancienne élève de l’École normale supérieure de Fontenay-aux-Roses, elle réalise une thèse de 3e cycle intitulée Quand nos grand-mères donnaient la vie : la maternité en France dans l'entre-deux guerres. Elle est enseignante-chercheuse de 1985 à 1997 à l’université Lyon 2 puis, en 1995, présente un mémoire d'habilitation universitaire en histoire intitulé Écrire l’histoire des femmes : bilans et perspectives, à l'université Lyon 2-Lumière. Elle est ensuite professeure d'histoire contemporaine à l'université d'Avignon et des pays de Vaucluse, de 1997 à 2007 puis professeure émérite.

## Histoire de l'accouchement
Dans son ouvrage Quand nos grands-mères donnaient la vie (1986), Françoise Thébaud se fonde sur les recensements, les statistiques démographiques et économiques, les thèses de médecine, les manuels d'obstétrique et de puériculture, pour restituer le vécu de la maternité. Elle montre notamment que la propagande nataliste pousse les femmes à être convaincues qu’enfanter est un devoir national, en même temps qu’un accomplissement de leur nature. Dans son compte-rendu de l'ouvrage, l’historienne Marie-France Morel écrit que Françoise Thébaud propose des « problématiques neuves de l’histoire des femmes », ainsi qu’un questionnement sur le pouvoir médical et le fonctionnement des maternités.

## Activités éditoriales et scientifiques
Elle est cofondatrice en 1995 de la revue Clio. Femmes, genre, histoire qu'elle codirige, et présidente jusqu'en 2009 de l'association Mnémosyne pour le développement de l’histoire des femmes et du genre. Elle a dirigé le volume 5 de l'ouvrage Le XXe siècle (de la collection Histoire des femmes, Plon-Laterza, 1992 ; réédition complétée en poche en 2002) et publié Écrire l’histoire des femmes (ENS Éditions, 1998).
Elle a également codirigé Féminismes et identités nationales (Lyon, Centre Jacques Cartier, 1998) et Le Siècle des féminismes (Éditions de l'Atelier, 2004).
Dans son livre Une traversée du siècle (2017), consacré à la figure de Marguerite Thibert, femme engagée et fonctionnaire internationale à la SDN et au BIT, Françoise Thébaud met en lumière le destin d'une femme méconnue qui a contribué à l’évolution de la condition féminine.

## Publications

### Ouvrages
- Les femmes au temps de la guerre de 14, Paris, Petit Bibliothèque Payot, 2013
- Écrire l'histoire des femmes et du genre, Lyon, ENS éditions, 2007.
- Écrire l'histoire des femmes, préf. d'Alain Corbin, Coll. Sociétés, espaces, temps, ENS éditions Fontenay Saint-Cloud, 2e éd., 1998. 227 p.
- Féminismes et identités nationales. Les processus d’intégration des femmes au politique, Lyon, Programme Rhône-Alpes Recherches en Sciences Humaines, 1998.
- Le siècle des féminismes (en codirection avec Catherine Jacques, Éliane Gubin, Florence Rochefort, Brigitte Studer et Michelle Zancarini-Fournel), Éditions de l’Atelier, 2004.
- Les Mots de l’histoire des femmes (coécrit avec les membres du comité de rédaction de la revue CLIO, Histoire, Femmes et Sociétés), Toulouse, PUM, 2004.
- Quand les femmes témoignent. Histoire orale, histoire des femmes, mémoire des femmes (codirection avec Geneviève Dermenjian), Paris, Publisud, 2009.
- La fabrique des filles. L’éducation des filles de Jules Ferry à la pilule (coécrit avec Rebecca Rogers), Paris, Textuel, 2010.
- La place des femmes dans l’histoire. Une histoire mixte (en codirection avec Geneviève Dermenjian, Irène Jami et Annie Rouquier), Paris, Belin, 2010.
- Quand nos grand-mères donnaient la vie : la maternité en France dans l'entre-deux-guerres, Presses universitaires de Lyon, Coll. médecine et société, 1986.
- Françoise Thébaud, Une traversée du siècle. Marguerite Thibert, femme engagée et fonctionnaire internationale, Paris, Belin, 2017, 704 p. (ISBN 978-2-410-00549-3)
- Yannick Ripa et Françoise Thébaud (dir.), Les féminismes. Une histoire mondiale 19e–20e siècles, Textuel, 2024.

### Articles et contributions (sélection)
- « Le rôle des femmes dans la transmission du patrimoine culturel immatériel en Occident », in L’ànima de la humanitat, el patrimoni cultural immaterial, XXV Université d’été d’Andorre, Gouv. d’Andorre, 2009, p. 35-52.
- « Storia delle donne e storia di genere in Francia », Contemporanea. Rivista di storia dell’800 e del’900, Anno XIII, n° 2, 2010, p. 337-342.
- « Le genre de la démocratie au XXè siècle », in De la différence des sexes. Le genre en histoire, sous la direction de Michèle Riot-Sarcey, Larousse, 2010, p. 187-212.
- « Femmes engagées, de la Commune aux années MLF », in Photo/Femmes/Féminisme 1860-2010, sous la direction d’Annie Metz et de Florence Rochefort, Paris Bibliothèque, 2010, p. 154-157.
- « Réseaux réformateurs et politiques du travail féminin. L’OIT au prisme de la carrière et des engagements de Marguerite Thibert », in L’Organisation internationale du travail. Origine, développement, avenir, sous la direction d’Isabelle Lespinet-Moret et Vincent Viet, Presses Universitaires de Rennes, 2011, p. 27-37.
- « Politiques du genre en sciences humaines : l’exemple de la discipline historique en France », in Langage, genre et sexualité, sous la direction d’Alexandre Duchêne et Claudine Moïse, Montréal, Éditions Nota Bene, 2011, p. 27-47.
- « Écrire l’histoire des femmes et du genre : comparaisons et connexions européennes », in Genre, femmes, histoire en Europe, sous la direction d’Anna Bellavitis et Nicole Edelman, presses Universitaires de Paris Ouest, 2011, p. 11-33.
- « Construire un espace européen ou construire un espace international. L’exemple de Marguerite Thibert (1886-1982) », in Les rôles transfrontaliers joués par les femmes en Europe, sous la direction de Guyonne Leduc, Paris, L’Harmattan, 2012, p. 267-282.
- « Le privé est politique. Féminismes des années 1970 », in Histoire des mouvements sociaux en France de 1814 à nos jours, sous la direction de Michel Pigenet et Danielle Tartakowski, Paris, La Découverte, 2012, p. 509-520.

## Distinctions
- Chevalière de la Légion d'honneur, elle est nommée le 14 avril 2017[5].